# Nemzetiségi politika a dualizmus korában
1867-ben létrejött a dualizmus Magyarország és Ausztria között, ami 1918-ig maradt fenn. Ebben az időszakban a magyarok és a nemzetiségiek viszonyát többnyire a magyarok magyarosító és a nemzetiségiek önállósulási törekvéseinek szembenállása jellemezte.

## Magyar nemzetiségi politika
1868-ban született meg a nemzetiségiek számára széles körű anyanyelvhasználatot biztosító nemzetiségi törvény, Eötvös József jóvoltából. Később ezt a törvényt a magyar kormányok nem tartották be teljes mértékben és az ország nemzetiségi politikáját egyre inkább a magyarosító törekvések jellemezték. Ez főként Bánffy Dezső politikáján érhető tetten, aki szorgalmazta a nem magyar nevet viselő helységeknevek, illetve családnevek magyarosítását is. A helységneveknél később csak a hivatalos, vagyis magyar nevet lehetett használni. Az oktatás államosítására törekedtek, ahol a magyar nyelv és a magyar történelemszemlélet dominált.
Az 1907-es Lex Apponyi (Apponyi-féle törvény) kimondta, hogy minden iskolában, attól függetlenül, hogy állami vagy sem, tanítani kell a magyar nyelvet.

## A magyarok és a nemzetiségek
Ebben az időszakban a dualizmus korának gazdasági fejlődése miatt egyre inkább nőtt a magyar nemzeti önérzet. Ebben a korszakban, például a nagyvárosokba, elsősorban Budapestre betelepülő nagy nemzetiségi csoportok asszimilációjának hatására nőtt a magyarság számaránya.(Horvátország nélkül, 1850-től 1910-ig 41,5%-ról 54,5%-ra) 
A magyarokon kívül a horvátokat ismerték el külön politikai nemzetként; így 1868-ban megtörtént a horvát-magyar kiegyezés. Horvátország, mely a Határőrvidékkel és Szlavóniával gazdagodott, képviselőket küldhetett a parlamentbe, illetve saját országgyűlése volt. 
A németek nagy része rokonszenvezett a magyarokkal; az erdélyi szászok pedig, mivel elveszítették kiváltságaikat, fontosabbnak tartották a német identitásukat. Kisebb összetűzésektől eltekintve együttműködtek a magyarokkal. Ez az együttműködés, az általános együttműködésen túl az Erdélyben többségben levő románok ellen is irányult.
Annál kiélezettebb volt a helyzet a románokkal. Eleve nem támogatták Magyarország és Erdély egyesülését; de a két másik fejedelemség, Moldva és Havasalföld egyesülése tovább fokozta a velük való egyesülés vágyát az erdélyi románokban. Bár engedélyezték a sajtót, mégis, több ismert sajtóper is történt ekkoriban, például az 1892-es Memorandum-per. Ekkor történt az, hogy a románok egy memorandumot terjesztettek elő, amit a császárnak címeztek. Mivel azonban ez Magyarország belügyeibe való avatkozást jelentett volna, a császár visszaküldte a magyar kormánynak, akik szintén nem nagyon foglalkoztak ezzel. Éppen ezért a Memorandumot nyilvánosságra hozták, amiben főként a nemzeti jogok megsértéséről volt szó. A Memorandum publikálása miatt többeket elítéltek és letartóztattak.
Volt olyan román politikus (Dimitrie Sturdza), aki úgy gondolta, hogy a magyarok és a románok együttműködése szükséges, de csak akkor lehet megvalósítani, ha a magyarok letesznek magyarosító törekvéseikről.
1895. augusztus 10-én tartották a Nemzetiségi Kongresszust, melyen a szlovákok, a szerbek és a románok képviselői hoztak egy közös programot. Ez a program autonóm megyék, nyelvi határok kialakítására törekedett. Sérelmezte az 1868-as törvény be nem tartását. Szerepelt még benne az általános, titkos, egyenlő választójog és a sajtószabadság is. Ez nem valósult meg.

## Etnikai kisebbségek - a zsidók és a cigányok
A korszakban a bevándorlás miatt nőtt a zsidók száma, főként Galíciából érkeztek. 1867-ben törvény előtti egyenjogúságot kaptak, 1895-ben pedig egyenjogúsították a zsidó vallást is és így megvalósult a zsidó emancipáció. A zsidókat inkább vallási identitás jellemezte és azonosultak a magyar nemzeteszmével. A társadalomban betöltött szerepük miatt (nagypolgárság) jelen volt az antiszemitizmus, ahogy más országokban is, főként a kispolgárság körében. Ezt azonban a kormány nem támogatta; jó példa erre az 1882-es tiszaeszlári per.
A cigányok számát e korszakban nehezen lehetett meghatározni; az akkori népszámlálás főként az anyanyelvre kérdezett rá. A cigányság körében egyre inkább terjedt a letelepedett életmód. Akik dolgoztak, főként iparosok voltak (pl. kovács).